# Jean-Louis Nieuwbourg
Jean-Louis Nieuwbourg est un directeur de production français, line producer (dans l'acception anglo-saxonne), producer. Il travaille sur des longs métrages et sur des séries télévisées.

## Biographie
Après des études de philosophie, de sciences économiques, de droit, il se présente à Louis Daquin pour intégrer l'IDHEC, aujourd'hui la FEMIS. En 1972, après un stage de montage auprès d'Alain Clert, il réalise des stages en qualité de régisseur tout en suivant des études supérieures. Aujourd'hui, Producteur Exécutif, Directeur de Production, et Consultant sur des films de long métrage, sur des séries Fiction TV, il intervient également en qualité de Professeur (enseignant) et de formateur à la direction de production cinéma, à la Convention Collective Cinéma pour des établissements de Formation professionnelle continue en France cinéma - audiovisuel tels l'INA Campus - Institut national de l'audiovisuel, le CIFAP - Centre International de formation audiovisuelle et de production (2006-2024), l'EICAR - Ecole internationale de création audiovisuelle et de réalisation (2012-2021), le CEFPF - Centre européen de formation à la production de films (1999-2024).
En 2014, il est président du jury du Prix Vulcain de l'artiste technicien 67e Festival international du film de Cannes, remis à Dick Pope (photographie) directeur de la photographie D.O.P. pour le film Mr. Turner
Il est membre de l'Association des directeurs de production (1994-2025), membre du conseil d'administration (1999-2009) (ADP), membre de la Commission supérieure technique de l'image et du son (1994-2025), membre du conseil d'administration (2002-2018) (CST), et il siège à la commission d'Agrément des investissements / Commission d'Agrément de Production (CNC) (J.O. aout 2021) pour 6 ans (2017-2023) représentant les directrices et les directeurs de production français (ADP) au Centre national du cinéma et de l'image animée - https://www.cnc.fr/documents/36995/144885/Commission+d%E2%80%99agr%C3%A9ment+-+d%C3%A9cision+de+nomination+du+9+ao%C3%BBt.pdf/e3e5620a-13d8-9e0c-aa80-d67422db1494?t=1631010079060, auparavant en 2005-2009 il siégeait à la Commission des professions - cartes professionnelles (CNC) (pour les dérogations).

## Filmographie

### Régisseur général
- 1979 : Extérieur, nuit de Jacques Bral
- 1985 : États d'âme de Jacques Fansten avec Jean-Pierre Bacri
- 1988 : Sans espoir de retour de Samuel Fuller
- 1989 : En 1 mot - Les mots du temps (TV) de Jacques Rouffio
- 1989 : En 1 mot - Les mots de la musique (TV) de Daniel Vigne
- 1989 : En 1 mot - Les mots de l'argent (TV) de Laurent Heynemann
- 1989 : En 1 mot - Les mots de l'eau (TV) de Pierre-Henry Salfati
- 1989 : En 1 mot - Les mots... (TV) de Gérard Zingg
- 1990 : En 1 mot - Les mots... (TV) de Nadine Trintignant
- 1990 : En 1 mot - Les mots du temps (TV) de Jacques Rouffio
- 1991 : Balloons circus (TV) de Gérard Espinasse
- 1992 : Le Fils de la panthère rose de Blake Edwards

### Directeur de production
- 1972 : Un film sur quelqu'un de François Weyergans
- 1985 : Grimpeur Étoile (TV) de Laurent Chevalier avec Patrick Berhault
- 1988 : Deux ULM pour le Pôle Nord (TV) de Nicolas Hulot
- 1990 : Hexagone de Malik Chibane
- 1993 : Molly de Dominique Baron
- 1994 : Le Renard ailé (TV) de Pierre-William Glenn
- 1994 : Pleine Lune (TV) d'Alain Schwarztein avec Benoît Magimel
- 1995 : La Nouvelle Tribu 1 & 2 (TV) de Roger Vadim
- 1995 : La Nouvelle Tribu (TV) de Roger Vadim
- 1996 : Un petit grain de folie (TV) de Sébastien Grall
- 1997 : Le Sourire du clown d'Éric Besnard avec Ticky Holgado, François Berléand, Bruno Putzulu, Vincent Elbaz
- 1998 : Tu ne marcheras jamais seul de Gilles Chevallier
- 1999 : Chili con carne de Thomas Gilou avec Antoine de Caunes, Valentina Vargas, Gilbert Melki
- 2000 : Le Grand Jeu (TV) d'Étienne Dhaene
- 2000 : Un crime au Paradis de Jean Becker avec Josiane Balasko, Jacques Villeret, André Dussollier
- 2001 : Sur mes lèvres de Jacques Audiard avec Vincent Cassel, Emmanuelle Devos
- 2002 : Chouchou de Merzak Allouache avec Gad Elmaleh, Alain Chabat, Catherine Frot
- 2004 : L'Antidote de Vincent de Brus avec Christian Clavier, Jacques Villeret
- 2005 : Les Bronzés 3 - Amis pour la vie de Patrice Leconte avec l'équipe du Splendid
- 2007 : L'Auberge rouge de Gérard Krawczyk avec Christian Clavier, Josiane Balasko, Gérard Jugnot
- 2008 : Bellamy de Claude Chabrol avec Gérard Depardieu, Clovis Cornillac, Jacques Gamblin
- 2009 : Voyez comme ils dansent (préparation France Canada) de Claude Miller avec Isabelle Carre, James Thierree, Marina Hands
- 2009 : Monet, La lumière Blanche (préparation) de Chantal Picault avec Gérard Depardieu, Sandrine Bonnaire, Michel Galabru
- 2010 : RIF de Franck Mancuso avec Yvan Attal, Pascal Elbe, Valentina Cervi
- 2011 : Dalai - Lamas (étude de faisabilité : France - Tibet - recherche de financements) de Mona Achache
- 2012 : Une nuit à Rome (étude de faisabilité) de Jacques Malaterre
- 2012 : Paradise Bitch (étude de faisabilité : France - Thaïlande) de Xavier Durringer
- 2012 : L'Enfant Renard (étude de faisabilité) de Jacques Malaterre
- 2011-2012 : Versailles - The Series (étude de faisabilité - préparation France, Canada, République Tchèque ou Irlande ou Serbie) auteurs de Mad Men Andre Jacquemetton (en) et Maria Jacquemetton (en)
- 2013 : L'Espoir est au bout du chemin (conseil artistique) de Olivier Tangkun
- 2013 : Laetitia (étude de faisabilité - France - Uruguay) de Pierre Meynadier
- 2014 : A Karen Woman (étude de faisabilité - France - Thaïlande - Birmanie - Viêt Nam) de Olivier Mazoyer
- 2014 : Arrête ton cinéma !(étude de faisabilité C'est le métier qui rentre - pré-préparation) de Diane Kurys
- 2015 : Mission Ouarzazate (Expert Cinéma d'une étude pour la création d'une zone One-Stop-Shop dédiée au développement de la filière cinématographique à Ouarzazate)
- 2015 : Les garçons sauvages (étude de faisabilité) de Frédéric Carpentier
- 2015 : Aux Armes (étude de faisabilité) de Laure Hassan
- 2016 : L'esclave devenue Roi - Les Contes des 1001 nuits (étude de faisabilité) de Viviane Candas
- 2017 : Awbesh - titre précédent Une Affaire urgente (Tournage en mars, avril, mai au Maroc : Casablanca, El Jadida) de Mohcine Besri
- 2017 : Mousey (étude de faisabilité) de Charlotte Schioler
- 2017 : Ali & Baba (étude de faisabilité) de Kader Ayd
- 2017/2018 : Les Petits Flocons d'Avoine (étude de faisabilité) de Charlotte Letrillard
- 2018 : Sœurs d'Armes ex Red Snake (préparation JLN - Tournage au Maroc : Marrakech) de Caroline Fourest
- 2019 : Cellule de Crise (pré-préparation JLN - Tournage prévu en Suisse, au Luxembourg, au Maroc) de Jacob Berger
- 2022 : L'un contre l'Autre (consultation Production Executive JLN - Tournage prévu au Maroc) de Olivier Mazoyer